# Coleoxestia striatepunctata
Coleoxestia striatepunctata is een keversoort uit de familie van de boktorren (Cerambycidae). De wetenschappelijke naam van de soort werd voor het eerst geldig gepubliceerd in 2005 door Eya & Chemsak.